# Śmierć w Sarajewie
Śmierć w Sarajewie (bośniacki Smrt u Sarajevu, 2016) – bośniacko-francuski film dramatyczny w reżyserii Danisa Tanovicia. Adaptacja sztuki teatralnej „Hotel Europe” pióra Bernarda-Henriego Lévy.
Światowa premiera filmu miała miejsce 15 lutego 2016 roku, podczas 66. Międzynarodowego Festiwalu Filmowego w Berlinie, w ramach którego obraz brał udział w Konkursie Głównym. Na tym wydarzeniu reżyser filmu Danis Tanović otrzymał drugą nagrodę festiwalu – Wielką Nagrodę Jury.
Polska premiera filmu nastąpiła 22 czerwca 2016 roku, podczas 6. Transatlantyk Festival w Łodzi.

## Obsada
- Snežana Marković jako Lamija
- Izudin Bajrović jako Omer
- Vedrana Seksan jako Vedrana
- Muhamed Hadžović jako Gavrilo
- Faketa Salihbegović jako Hatidza
- Edin Avdagić Koja jako Edo
- Jacques Weber jako Jacques
- Aleksandar Seksan jako Enco

i inni

## Nagrody i nominacje
66. Międzynarodowy Festiwal Filmowy w Berlinie
- nagroda: Wielka Nagroda Jury – Danis Tanović
- nagroda: Nagroda FIPRESCI – Danis Tanović
- nominacja: Złoty Niedźwiedź – Danis Tanović